# Balasore
Balasore es una ciudad y municipio situada en el distrito de Balasore en el estado de Odisha (India). Su población es de 144373 habitantes (2011), y el área metropolitana cuenta con 177751 habitantes. Se encuentra a 194 km de Bhubaneswar.

## Demografía
Según el censo de 2011 la población de Balasore era de 144373 habitantes, de los cuales 73721 eran hombres y 70552 eran mujeres. Balasore tiene una tasa media de alfabetización del 88,09%, superior a la media estatal del 72,87%: la alfabetización masculina es del 91,43%, y la alfabetización femenina del 84,62%.

## Clima
| Parámetros climáticos promedio de Balasore (1981–2010, extremes 1901–2012) | Parámetros climáticos promedio de Balasore (1981–2010, extremes 1901–2012) | Parámetros climáticos promedio de Balasore (1981–2010, extremes 1901–2012) | Parámetros climáticos promedio de Balasore (1981–2010, extremes 1901–2012) | Parámetros climáticos promedio de Balasore (1981–2010, extremes 1901–2012) | Parámetros climáticos promedio de Balasore (1981–2010, extremes 1901–2012) | Parámetros climáticos promedio de Balasore (1981–2010, extremes 1901–2012) | Parámetros climáticos promedio de Balasore (1981–2010, extremes 1901–2012) | Parámetros climáticos promedio de Balasore (1981–2010, extremes 1901–2012) | Parámetros climáticos promedio de Balasore (1981–2010, extremes 1901–2012) | Parámetros climáticos promedio de Balasore (1981–2010, extremes 1901–2012) | Parámetros climáticos promedio de Balasore (1981–2010, extremes 1901–2012) | Parámetros climáticos promedio de Balasore (1981–2010, extremes 1901–2012) | Parámetros climáticos promedio de Balasore (1981–2010, extremes 1901–2012) |
| Mes                                                                        | Ene.                                                                       | Feb.                                                                       | Mar.                                                                       | Abr.                                                                       | May.                                                                       | Jun.                                                                       | Jul.                                                                       | Ago.                                                                       | Sep.                                                                       | Oct.                                                                       | Nov.                                                                       | Dic.                                                                       | Anual                                                                      |
| -------------------------------------------------------------------------- | -------------------------------------------------------------------------- | -------------------------------------------------------------------------- | -------------------------------------------------------------------------- | -------------------------------------------------------------------------- | -------------------------------------------------------------------------- | -------------------------------------------------------------------------- | -------------------------------------------------------------------------- | -------------------------------------------------------------------------- | -------------------------------------------------------------------------- | -------------------------------------------------------------------------- | -------------------------------------------------------------------------- | -------------------------------------------------------------------------- | -------------------------------------------------------------------------- |
| Temp. máx. abs. (°C)                                                       | 35.6                                                                       | 38.7                                                                       | 41.6                                                                       | 45.0                                                                       | 46.7                                                                       | 46.1                                                                       | 39.9                                                                       | 36.7                                                                       | 36.2                                                                       | 36.1                                                                       | 34.8                                                                       | 33.6                                                                       | 46.7                                                                       |
| Temp. máx. media (°C)                                                      | 27.1                                                                       | 29.8                                                                       | 33.6                                                                       | 35.9                                                                       | 35.7                                                                       | 34.0                                                                       | 32.3                                                                       | 31.9                                                                       | 32.1                                                                       | 31.9                                                                       | 30.1                                                                       | 27.6                                                                       | 31.8                                                                       |
| Temp. mín. media (°C)                                                      | 14.3                                                                       | 17.6                                                                       | 21.7                                                                       | 24.5                                                                       | 25.7                                                                       | 26.1                                                                       | 25.8                                                                       | 25.6                                                                       | 25.3                                                                       | 23.1                                                                       | 18.6                                                                       | 14.7                                                                       | 21.9                                                                       |
| Temp. mín. abs. (°C)                                                       | 7.2                                                                        | 6.7                                                                        | 11.7                                                                       | 16.6                                                                       | 18.4                                                                       | 20.0                                                                       | 20.0                                                                       | 21.3                                                                       | 20.3                                                                       | 15.5                                                                       | 8.9                                                                        | 6.7                                                                        | 6.7                                                                        |
| Lluvias (mm)                                                               | 16.4                                                                       | 36.2                                                                       | 39.6                                                                       | 60.5                                                                       | 146.4                                                                      | 296.7                                                                      | 291.2                                                                      | 308.4                                                                      | 290.0                                                                      | 174.3                                                                      | 39.7                                                                       | 6.8                                                                        | 1706.1                                                                     |
| Días de lluvias (≥ 1 mm)                                                   | 1.1                                                                        | 2.0                                                                        | 2.3                                                                        | 4.2                                                                        | 7.2                                                                        | 10.9                                                                       | 13.7                                                                       | 15.3                                                                       | 11.8                                                                       | 6.0                                                                        | 1.6                                                                        | 0.4                                                                        | 76.4                                                                       |
| Humedad relativa (%)                                                       | 63                                                                         | 62                                                                         | 64                                                                         | 69                                                                         | 71                                                                         | 75                                                                         | 78                                                                         | 80                                                                         | 80                                                                         | 76                                                                         | 70                                                                         | 65                                                                         | 71                                                                         |
| Fuente: India Meteorological Department                                    |                                                                            |                                                                            |                                                                            |                                                                            |                                                                            |                                                                            |                                                                            |                                                                            |                                                                            |                                                                            |                                                                            |                                                                            |                                                                            |